# Сарайсіно
Сара́йсіно (рос. Сарайсино, башк. Һарайҫа) — присілок у складі Стерлібашевського району Башкортостану, Росія. Входить до складу Сарайсінської сільської ради.
Населення — 283 особи (2010; 321 в 2002).
Національний склад:
- башкири — 98%